# Maju dan Sejahtera
Maju dan Sejahtera (tiếng Việt: Tiến bộ và thịnh vượng) là hai bài hát chính thức của các Lãnh thổ liên bang của Malaysia. Bài hát thứ nhất tồn tại từ năm 2006 đến năm 2011. Bài hát thứ hai tồn tại từ năm 2011 đến nay.

## Bài hát cũ (2006 - 2011)
Bài bang ca cũ của các Lãnh thổ liên bang được sáng tác hoàn toàn bởi Datuk Wah Idris, đều vào năm 2006.

### Lời
| Tiếng Mã Lai | Ký tự Jawi | Tiếng Việt |
| --- | --- | --- |
| Harmoni Wilayah Pertiwi Semoga Sentiasa Diberkati Wawasan Hala Pembangunan Sebagai Semangat Perpaduan Wilayah Persekutuan Maju dan Sejahtera | هرموني ولايه ڤرتيوي سموڬ سنتياس دبركتي واوسن هالا ڤمباڠونن سباڬاي سماڠت ڤرڤادوان ولايه ڤرسكوتوان ماجو دان سجهترا | Các lãnh thổ của đất nước này thật hài hòa Mong nơi đây luôn được ban phước Tầm nhìn của chúng ta chỉ đạo sự phát triển của chúng ta như tinh thần đoàn kết Các Lãnh thổ Liên bang Tiến bộ và thịnh vượng |

## Bài hát mới (2011 - nay)
Bài hát mới được sáng tác bởi Syed Indera Syed Omar và phổ nhạc bởi Suhaimi Mohd. Zain, đều vào năm 2011.

### Lời
| Tiếng Mã Lai | Ký tự Jawi | Tiếng Việt |
| --- | --- | --- |
| Inilah Wilayah, bumi yang bertuah Maju membangun dijulang megah Aman sentosa di sepanjang masa Teguh disemai sentiasa Membara semangat setiap warganya Cergas mindanya, semangat waja Pada Wilayah ditumpah setia Hormat hormati penuh mesra Bersatulah, berbaktilah Semua warga Wilayah Sayangilah, lindungilah Sepenuh jiwa raga Kita jaga keharmonian semua Maju Sejahtera Wilayah Persekutuan | اينله ولايه بومي يڠ برتواه ماجو ممباڠون دجولڠ مڬه امان سنتوسا د سڤنجڠ ماس تڬوه دسماءي سنتياس ممبارا سماڠت ستياڤ ورڬڽ چرڬس مينداڽ سماڠت واج ڤد ولايه دتومڤه ستيا حرمت مڠحرمتي ڤنوه مسرا برساتوله، بربقتيوله سموا ورڬ ولايه سايۏڠيله، ليندوڠيله سڤنوه جيوا راڬ كيت جاڬ كهرمونيان سموا ماجو سجهترا ولايه ڤرسكوتوان | Đây là Lãnh thổ, vùng đất may mắn Tiếp tục phát triển, trưởng thành vẻ vang Luôn luôn hòa bình Sự vững chắc luôn được củng cố Tinh thần của mọi người đang bùng cháy Tinh thần của họ hoạt động và kiên cường Ban cho Lãnh thổ sự trung thành Thân ái cho từng cá thể Hãy thống nhất, hãy phục vụ Ôi tất cả các dân tộc trong Lãnh thổ Hãy yêu, hãy bảo vệ Toàn tâm toàn ý Chúng ta hãy cùng nhau hòa thuận Hãy tiến bộ và thịnh vượng, Lãnh thổ liên bang |